# Senj
Pour les articles homonymes, voir Senj (homonymie).
Senj ( [ˈsɛɲ], en italien Segna) est une ville et une municipalité située dans la Lika, dans le comitat de Lika-Senj, en Croatie. Au recensement de 2001, la municipalité comptait 8 132 habitants, dont 96,77 % de Croates et la ville seule comptait 5 491 habitants.
Elle est située au bord de la mer Adriatique au pied du col de Vratnik (694 m) qui sépare le Velebit des montagnes du Gorski Kotar. Du fait de sa position, la bora souffle souvent sur Senj.

## Histoire
Le lieu est habité depuis la Préhistoire. Un campement nommé Attienities était mentionné dans des documents grecs du IVe siècle av. J.-C. Les Romains utilisèrent Senia comme un point d’appui contre les Illyriens au IIe siècle av. J.-C. et en firent le principal port de Dalmatie. Les Avars et les Croates se sont installés à Senj au Ve siècle après l’avoir ruinée.
Le diocèse de Senj fut fondé en 1169. Le roi de Hongrie Béla III donna la ville aux Templiers en 1184 et, en 1271, elle devint la propriété des Frankopan, les ducs de Krk.
En 1248, l’évêque de Senj fut autorisé par le pape Innocent IV à utiliser l’alphabet glagolitique et le croate dans la liturgie. Une imprimerie (l’une des premières du sud-est européen) fut fondée en 1494 et produisit les incunables Le Missel Glagolique et Spovid općena.
La garnison de Senj fut renforcée en 1469 en vue de la défense contre les Ottomans et contre les armées vénitiennes ; la ville accueillit de réfugiés des régions environnantes. Le fort de Nehaj fut achevé sur la colline de Trbušnjak jouxtant la ville en 1558. Les guerres contre les Ottomans durèrent tout le XVIIe siècle. Les uskoci (en quelque sorte des corsaires croates) furent les héros de ces temps mais, les Habsbourg cherchèrent à faire la paix avec Venise et avec Constantinople et décidèrent alors d’exiler ces vaillants marins dans l’intérieur du pays.
Le XVIIIe siècle fut une époque de prospérité avec, en particulier, la construction de la « route Joséphine » entre Karlovac et Rijeka qui traversa Senj, la restauration du port, la construction d’entrepôts et de brise-lames. En revanche, la voie ferrée Karlovac - Rijeka, ouverte en 1873 évita la ville qui replongea dans une torpeur, le fret étant dirigé vers Trieste ou Rijeka. La ville connut une grande période d’émigration qui s’amplifia encore après la Seconde Guerre mondiale. En 1943, la ville avait été gravement touchée par des bombardements qui détruisirent quelques-uns de ses plus beaux monuments. Aujourd’hui, Senj est une localité maritime peuplée de nombreux pêcheurs et plaisanciers

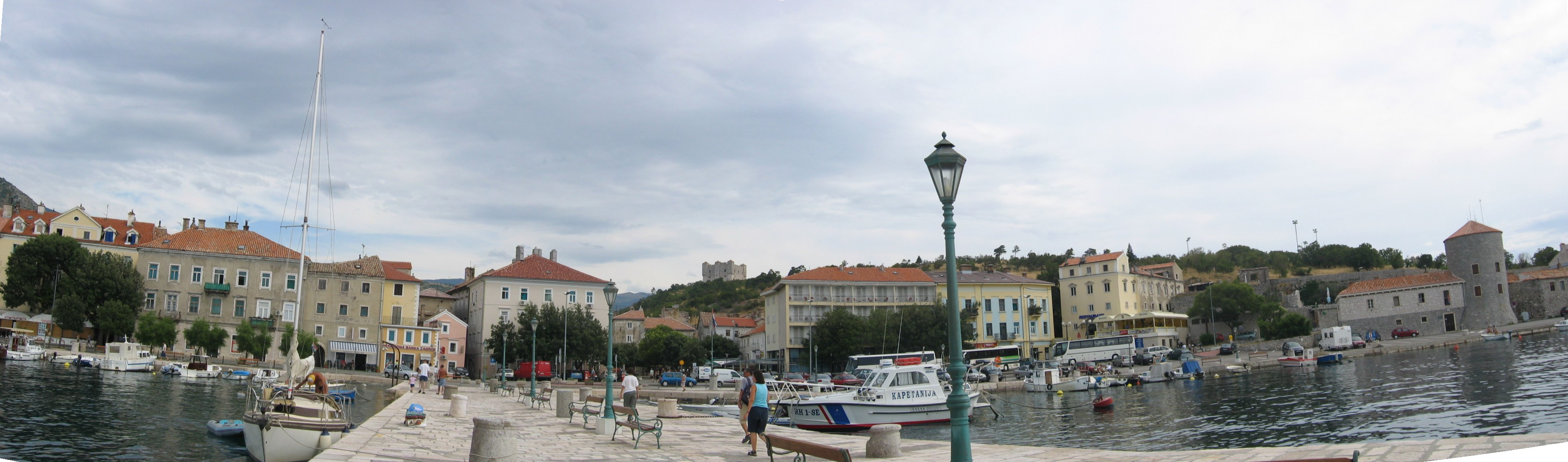
Vue du port de Senj.

## Personnalités liées à la ville
Quatre poètes croates y sont nés et y ont vécu :
- Vjenceslav Novak (1859-1905)
- Silvije Strahimir Kranjčević (1865-1908)
- Milan Ogrizović (1877-1923])
- Milutin Cihlar Nehajev ([1880-1931)

Et l'écrivain allemand Kurt Held ([1887-1959) y a vécu et situé l'action de son livre Zora la Rousse et sa bande (1941). L'adaptation en série télévisée de 1979 y a été filmée.

## Jumelages
- Kőszeg (Hongrie) depuis 1999
- Vratimov (Tchéquie) depuis 1999
- Sorbiers (Loire) (France) depuis 2000
- Wielun (Pologne) depuis 2001
- Senec (Slovaquie) depuis 2001
- Parndorf (Autriche) depuis 2002

## Localités

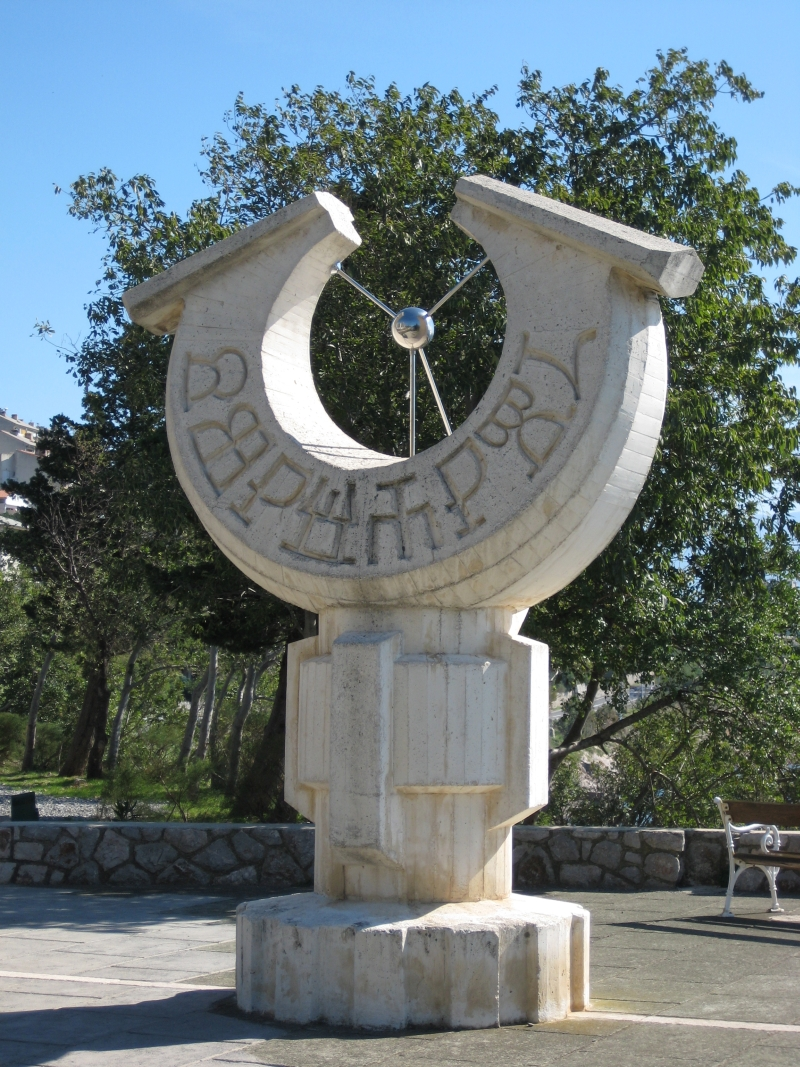
Le cadran solaire dans la ville de Senj qui se trouve sur le montre que Senj se trouve exactement au milieu entre l'équateur et le pôle Nord.

La municipalité de Senj compte 24 localités : 
| - Alan - Biljevine - Crni Kal - Jablanac - Klada - Krasno Polje - Krivi Put - Lukovo - Melnice - Mrzli Dol - Podbilo - Prizna | - Senj - Senjska Draga - Starigrad - Stinica - Stolac - Sveti Juraj - Velike Brisnice - Veljun Primorski - Volarice - Vrataruša - Vratnik - Vrzići |